# Alcantarilla
Alcantarilla er en by og kommune i det sydøstlige Spanien i Murcia-regionen. Den har et indbyggertal på 43.547 (2024) indbyggere.